# Левтеров, Игорь Павлович
Игорь Павлович Левтеров (8 ноября 1923 года, село Комар, Великоновоселковского района Донецкой(Сталинской) области — 1 апреля 1943 года поселок Криворожье, города Брянки Луганской (Ворошиловградской) области) — руководитель подпольной организации, действовавшей в годы Великой Отечественной войны на территории поселка Криворожье города Брянки. Расстрелян 20 апреля 1943 года.

## Школьные годы
В 1932 году семья Левтеровых переехала в г. Брянку, куда после окончания Киевского педагогического техникума, была направлена на работу мать Игоря Левтерова Анна Спиридоновна. Анна Спиридоновна работала учительницей младших классов в школе № 15 посёлка Криворожье.
Во время учёбы в школе Игорь интересовался военными играми, с малых лет мечтал быть военным. В играх он был организатором-командиром, а все ребята беспрекословно выполняли его поручения. В школе он особенно увлекался историей и географией. По этим дисциплинам у него всегда было отлично. Он имел много друзей и в школе и дома.
Игорь много читал. Больше всего ему нравились военные книги о великих полководцах. Если он начинал читать книгу, его уже нельзя было оторвать от чтения. Книги о Чапаеве, Щорсе, Пархоменко, Ворошилове были его настольными книгами. Все выдающиеся эпизоды из их жизни он знал наизусть и в играх всегда старался подражать своим героям.
Мечтой Игоря Левтерова было поступление в военную школу. Но курсантом он не стал, не был пропущен медкомиссией.
В 1941 году Игорь Левтеров учился в десятом классе школы. Окончить школу не пришлось. С первого дня войны он осаждал военкомат просьбами послать на фронт. И однажды вернулся домой в приподнятом настроении: зачислен в школу связистов.

## На фронте
Окончив Ростовское училище связи, Игорь Левтеров был направлен на фронт в звании младшего лейтенанта и служил в кавалерийской части замполитом.
В мае 1942 г., прорываясь из окружения со своим подразделением в Харьковской области, Игорь был тяжело ранен. Жители хутора, где проходил бой, подобрали лежащего без сознания молодого командира. Во время лечения было принято твердое решение: если нельзя быть полезным там, на передовой, можно и нужно бороться с врагами в тылу. Сделав первые шаги с помощью костылей, он решил пробираться домой.

## Подпольная деятельность
Неприветливо встретил вернувшегося воина шахтерский поселок. Уже на следующий день Игорь был арестован криворожской полицией. Все допрашивали, откуда пришел, зачем вернулся домой, почему ушел добровольцем и т. д. Отпускали, а затем снова подвергали аресту, избивали. Видно припугнуть хотели, да не таков был комсомолец Игорь Левтеров. После каждого ареста он возвращался домой с ещё большей уверенностью в правильности избранного им пути. Здесь в поселке он хорошо знал людей, чувствовал, кому можно доверять и вскоре был создан актив подпольной группы. Подпольщики нарушали телефонную связь гитлеровцев, расклеивали листовки, в которых сообщали, что близок час расплаты с врагом, что Красная Армия вернется, освободит от фашистского ига. Каждая листовка призывала людей быть мужественными, громить врага в тылу.

## Арест и расстрел
22 марта 1943 года Игорь Павлович Левтеров был арестован по доносу предателя. Из воспоминаний Валентины Никольской, подружки Игоря: «…Там (в тюрьме) был уже Злобин, он был весь избитый и в крови, нельзя было его узнать. Игоря били страшно-железной ржавой лопатой. Но он ничего не говорил, и только было слышно, как он стонал. Не было просто силы воли слушать этот стон любимого, дорогого друга, но я молчала, только слезы лились, не переставая…». «Игорь умел поддерживать бодрость духа у всех товарищей и не унывал до последней минуты…».
Снова и снова арестованных вызывали на допрос. Били до полного бессознания, отливали водой и снова били, на груди Игоря была вырезана пятиконечная звезда. 20 апреля 1943 года Игоря Левтерова вместе с другими подпольщиками расстреляли.

## Память
После освобождения города, осенью 1943 года останки погибших перезахоронили в братской могиле, которая находится в центре города Стаханова, на площади 50-летия образования СССР. В брянковской общеобразовательной школе № 4 открыт стенд памяти и высажена аллея в честь подвига левтеровского подполья. в 2020 году выпущена художественная почтовая марка «Герои-подпольщики поселка Криворожье» из серии «75 лет Победы в Великой Отечественной войне».